# Bill Bailey
Bill Bailey, właśc. Mark Robert Bailey (ur. 13 stycznia 1965 w Bath) – brytyjski aktor, komik, muzyk i piosenkarz, laureat nagrody British Comedy Awards z 1999 w kategorii stand-up.
Jest znany z roli Manny’ego w sitcomie Księgarnia Black Books i występów w programach panelowych Never Mind the Buzzcocks, Have I Got News for You i QI, a także ze swoich stand-upów. Gra na różnych instrumentach muzycznych i włącza muzykę do swoich występów.
W 2003 został wymieniony przez The Observer wśród 50 najzabawniejszych ludzi w brytyjskiej komedii.
W 2007 i 2010 został uznany przez Channel 4 za jednego z największych stand-uperów.
W 2020 roku Bailey, występując w parze z Oti Mabuse, wygrał 18. serię telewizyjnego konkursu tanecznego BBC Strictly Come Dancing. W wieku 55 lat był najstarszym zwycięzcą w historii programu.

## Filmografia
- ok. 1990 The James Whale Radio Show  (gość) – serial TV
- 1992 Maid Marian and her Merry Men – Cameo jako błazen króla Jana
- 1994 Blue Heaven
- Asylum (1996) – serial TV
- Space Cadets (1997) (kapitan drużyny w panelu komediowym)
- Is It Bill Bailey? (1998)
- Spaced (1999–2001) – serial TV
- Have I Got News for You (gość 1999, 2001, 2005; gość – prezenter 2007, 2008, 2009, 2011)
- Saving Grace (2000)
- 2000–2004 Księgarnia Black Books
- Jonathan Creek – serial TV
  - 2001 „Satan’s Chimney”
  - 2003 „The Tailor’s Dummy”
- Wild West (2002–2004) – serial TV
- Never Mind the Buzzcocks (gość 1999; kapitan drużyny w panelu komediowym 2002–2008)
- 2003 – obecnie QI (częsty gość)
- 2004 „15 Storeys High” – „The Holiday”
- 2004  Rozpustnik  (Mała rola cameo jako doradca Karola II Stuarta)
- 2006 Wild Thing I Love You (Prezenter)
- Top Gear
- 2007 Hot Fuzz
- 2007 Gazu, mięczaku, gazu! (Cameo)
- Kumple (serial telewizyjny) (2008) (Cameo w serialu TV, jako ojciec Maxxie Olivera)
- 2008 Love Soup
- We Are Most Amused (2008) (One-off special)
- Hustle (jako ‘Cyklop’ w serialu BBC)
  - „Return of the Prodigal” (2009)
  - „Diamond Seeker” (2009)
  - „Picasso Finger Painting” (2012)
- Steve’s World (2009)
- 2010 Burke i Hare
- Bill Bailey’s Birdwatching Bonanza (2010)
- Niania i wielkie bum (2010)
- Talkin’ 'bout Your Generation (2010); jeden epizod
- Jo Brand’s Big Splash (2011); jeden epizod
- Chalet Girl (2011)
- Doctor Who – The Doctor, the Widow and the Wardrobe (2011)
- 2013 It’s Kevin
- The Secret Life of Evolution (2013)
- The Grand Tour (2018); Celebrity Face Off, Seria 2 Epizod 5
- 2018 The Big Bad Fox and Other Tales...
- In the Long Run (2018)
- 2020 Strictly Come Dancing (Sezon 18)
- Roald & Beatrix: The Tail of the Curious Mouse (2020)
- Patriot Brains (2021); gospodarz
- This Is My House (2021)